# Ole Espersen
Ole Mogens Espersen, född 20 december 1934 i Nylars på Bornholm, död 4 december 2020 på Bornholm, var en dansk professor och socialdemokratisk politiker. Han var justitieminister i Anker Jørgensens regering 1981–1982.

## Bakgrund
Ole Espersen var son till gårdsägaren Hans Peter Espersen och Karen Jensen. Han tog studentexamen från Rønne gymnasium 1953 och studerade därefter juridik vid Köpenhamns universitet. Han var utbytesstudent i USA vid Wesleyan University 1955-1956 och tog kandidatexamen 1959. Han blev anställd samma år som sekreterare på Justitieministeriet, men var också manuduktör på universitetet (1959–1961), polisfullmäktige i Tønder (1961–1962), universitetslektor i folkrätt (1962–1970) och ledamot i Europarådets expertkommitté för mänskliga rättigheter (1965–1971). Från 1968 var han fullmäktige i Justitieministeriet och från 1971 professor i statsrätt vid Köpenhamns universitet. Han tog doktorsexamen med avhandlingen Indgåelse og opfyldelse af traktater. Han var redaktör av facktidskriften Juristen (1971–1977) och Socialdemokratiets representant i Radiorådet (1971–1981, motsvarades av Radionämnden i Sverige), för vilken han var ordförande 1971–1974 och 1978–1981. Från 1976 var han ledamot i FN:s kommitté för mänskliga rättigheter.
Espersen skrev FN-styrker i retslig belysning (1965), Elementær statsforfatningsret (1973) och Dansk Statsforfatningsret (1980).

## Politisk karriär
Espersen blev invald i Folketinget 1973 för Socialdemokratiet i Brønshøjs valkrets. Han var sedan ledamot i Europaparlamentet (1974–1977) och återvände sedan till Folketinget som ordförande av Folketingets justitieutskott (1977–1980). Han var även partiets politiska ordförande (1979–1981) innan han efterträdde Henning Rasmussen som justitieminister 1981. Som minister genomförde han bl.a. en sänkning av straffen för egendomsbrott och ett förbud mot TV-övervakning på offentliga platser. Han lät även kommissionsdomstolen göra en undersökning av post- och telegrafväsendets resursförbruk. Som justitieminister var han även högsta chef för Danmarks underrättelsetjänst (PET) och var, liksom statsminister Anker Jørgensen och utrikesminister Kjeld Olesen, kritiskt inställd till praxis med personregistreringar. PET hade dessutom trotsat en order från Espersen om att inte anhålla författaren och vänstersympatisören Arne Herløv Petersen, som de åtalade för spionage. Petersen ställdes dock aldrig inför rätta. Han avgick som minister i samband med att regeringen avgick självmant utan val i september 1982. 
Espersen fortsatte som ordinarie folketingsledamot till 1994 och placerade sig i Socialdemokratiets vänsterfalang. Han var med att utforma den invandringslagstiftning som antogs i Folketinget utom den borgerliga regeringen 1983. Han har varit starkt kritisk mot Danmarks strama invandringspolitik och USA:s militärbas i Guantánamo på Kuba. Vid sidan om sin politiska karriär var han även domare i Arbejdsretten (1982–1992). Han var vice ordförande i Folketingets kontrollutskott för Danmarks underrättelsetjänst (PET) 1993–1994. 1994–2000 var han Östersjörådets kommissionär för demokrati och mänskliga rättigheter. Därefter var han professor i folkrätt och mänskliga rättigheter vid Köpenhamns universitet (2001–2004) och ordförande av den danska Helsingforskommittén (2001-2007).

## Kontrovers
I samband med att statsminister Anker Jørgensen utsåg Espersen till justitieminister i januari 1981 hade den danska underrättelsetjänsten (PET) bedömt Espersen som en risk mot landets säkerhet. De grundade detta på att han i januari 1977 hade ätit lunch tillsammans med den sovjetiska ambassadfunktionären Nikolaj Gribin, som var KGB-officerare. PET hade dessutom fått upplysningar av dubbelagenten Oleg Gordijevskij om att KGB hade haft planer på att värva Espersen som agent. Det fanns även uppgifter om att Espersen hade haft kontakt med Nordkorea och företagit en resa till Sydkorea. Anker Jørgensen ansåg att PET:s bedömning och kritik av Espersen var politiskt motiverad, men hade ändå betänkligheter med att utnämna honom till minister. Espersen har avvisat PET:s bedömning med att hans möten har varit officiella och fredliga.
Under 1970-talet cirkulerade det en historia om att Espersen 1971 skulle ha lockats till Östberlin av några östtyska kvinnor som arbetade för Stasi. Detta har dock avlivats som en myt av journalisterna Per Michaelsen och Mette Herborg i boken Stasi og Danmark (1996).